# Physalis muelleri
Physalis muelleri är en potatisväxtart som beskrevs av Umaldy Theodore Waterfall. Physalis muelleri ingår i släktet lyktörter, och familjen potatisväxter. Inga underarter finns listade i Catalogue of Life.